# Бурсаков Георгій Степанович
Георгій Степанович Бурсаков (нар. 31 травня 1941, Тилігуло-Березанка — 7 грудня 2012) — радянський футболіст, який грав на позиції воротаря. Відомий за виступами в низці українських команд класу «Б» та другої групи класу «А». Чемпіон УРСР 1963 року, бронзовий призер чемпіонату УРСР 1962 року.

## Клубна кар'єра
Георгій Бурсаков народився у 1941 році в Тилігуло-Березанці. Розпочав займатися футболом у ДЮСШ міста Первомайська. У 1958 році розпочав виступи у команді класу «Б» «Авангард» з Миколаєва, у якій грав до 1960 року. У 1961 році Бурсаков став гравцем іншої команди класу «Б» «Авангард» із Сімферополя, у складі якої став бронзовим призером першості УРСР. У 1963 році футболіст у зв'язку з призовом до лав Радянської Армії став гравцем одеської команди СКА, а на його місце в сімферопольський клуб прийшов Валерій Баликов. У складі одеських армійців Бурсаков цього ж року став чемпіоном УРСР, а наступного року разом із командою зайняв друге місце у фінальному турнірі другої групи класу «А», що давало путівку до вищої ліги чемпіонату СРСР. Проте ще протягом сезону 1964 року Бурсаков втратив місце в основі команди, й у наступному сезоні у вищій лізі так і не зіграв. Протягом 1966—1968 років Георгій Бурсаков захищав ворота команди другої групи класу «А» «Зірки» з Кіровограда, а в 1969 році команди класу «Б» «Авангард» із Жовтих Вод. У 1970—1971 роках Георгій Бурсаков грав у команді спочатку класу «Б», а потім другої ліги, «Хімік» (Сєвєродонецьк). Після цього кілька років Бурсаков грав у аматорській команді «Портовик» з Іллічівська. Після закінчення виступів на футбольних полях колишній воротар працював тренером в Одесі. Помер Георгій Бурсаков у 2012 році.

## Досягнення
- Переможець Чемпіонату УРСР з футболу 1963 в класі «Б».
- Бронзовий призер Чемпіонату УРСР з футболу 1962 в класі «Б».